# Maloy (Iowa)
Maloy – miasto w Stanach Zjednoczonych, w stanie Iowa, w hrabstwie Ringgold. Zgodnie ze spisem statystycznym z 2000 roku, miasto liczyło 28 mieszkańców.